# Аменемнісу
Аменемнісу — давньоєгипетський фараон з XXI династії.

## Життєпис
Історичність фараона тривалий час викликала певні сумніви, оскільки не було знайдено жодних артефактів, пов'язаних з ним.
Єдина згадка про нього була у Манефона, де йшлося про те, що він був третім фараоном XXI династії з іменем «Нефертерес», тривалість правління якого становила близько чотирьох років. Було зрозуміло, що мова йшла про грецьку транслітерацію імені «Неферкара», але в жодних інших джерелах не було згадок про такого правителя у зазначений період часу.
Існування Аменемнісу було підтверджено 1940 року, коли П'єр Монте у Танісі відкрив гробницю Псусеннеса I. У ній серед інших артефактів були виявлені дві золоті оболонки на краях луку з картушем, що містив ім'я похованого, Neferkara-hekauaset Amenemnesut-meriamon, що ототожнювалось зі згаданим Манефоном Нефертересом. Ім'я «Аменемнісу» у перекладі з давньоєгипетської може означати «Амон-фараон».
Аменемнісу, якщо він був спадкоємцем Смендеса, був, на думку одних авторів, його сином, натомість інші фахівці вважають його батьками Верховного жерця Амона Герігора та його наречену Ноджмет.
Існує припущення, що Аменемнісу та Псусеннес могли бути співправителями, але до цього припущення можна дійти лише на підставі асоціацій, пов'язаних з картушами на золотих оболонках. Можливо, спільне правління тривало до смерті Аменемнісу, після чого Псусеннес правив одноосібно.